# Britannia (Ultima)
Britannia es una tierra ficticia en el universo Ultima. Consiste en los restos de Sosaria que estaba reunida bajo el gobierno de Lord British después de vencer al maligno hechicero Mondain y su vástago Exodus.

## Leyenda (para notaciones sobre virtudes)
Itálica = Virtud
Itálica Negrita = Principio (Verdad, Amor, Coraje)
También ver: Virtudes de Ultima

## Ciudades

### Britain
La Capital de Britannia, donde se localiza el palacio de Lord British. Originalmente es la Ciudad de la Compasión y también tiene el puerto principal.
La ciudad era bastante pequeña entre Ultima I y Ultima IV. Durante la Era de la Iluminación, comenzó a crecer. En Ultima V, aparecieron tres pequeños suburbios. La ciudad estaba reunida dentro de una gran metrópolis alrededor de Ultima VI; la ciudad creció alrededor del castillo de Lord British.

### Buccaneer's Den
Es el lugar donde encuentran refugio delincuentes y piratas, que fueron incorporados a Britannia después de la Búsqueda del Avatar, pero permaneció lleno de juegos y piratería incluso durante los ataques del Guardián.

### Cove
Originalmente oculto cerca del Lago Lock, llegó a ser la ciudad conocida por tener el santuario de la Compasión. Se convirtió en la ciudad de la Compasión mientras Britain crecía como Capital, pero perdió su título después de que los desplazamientos tectónicos del Guardián empujara a la ciudad a una nueva isla junto con Minoc.

### Jhelom
Ciudad del Valor, en las Islas Valorian al suroeste del continente. La ciudad fue renombrada como Valoria después de que un volcán se tragara el archipiélago original.

### Minoc
La ciudad del Sacrificio. Esta ciudad es conocida por sus pensadores, artesanos y artistas. Los lugares notables incluyen la Cofradía de Artesanos, y una rama de la Compañía Minera Britanniana. En Ultima VII, la ciudad también tenía un aserradero, particularmente proporcionando materiales de construcción para Owen, el carpintero de barcos.

### Moonglow
Antes conocida como Moon, Moonglow es la ciudad de la Honestidad. Moonglow está localizada en la Isla de la Verdad, en la que sirve como un pueblo porteño grande. La ciudad es conocida por sus magos y eruditos.
La famosa fortaleza de la Verdad, el Liceo, está localizado en el norte de la ciudad. Otros lugares importantes incluyen el observatorio, que es famoso por su gran planetario.

### New Magincia
Se convirtió en la Ciudad de la Humildad, fue construida sobre las ruinas de la antigua Magincia, un puerto rico y orgulloso que fue destruido por los demonios. Cuando fue reconstruida como New Magincia, se convirtió en una humilde villa de pastores.

### Paws
Original city of Humility, it became a farming village and eventually a poor swamp.

### Skara Brae
La Ciudad de la Espiritualidad. Fue destruida por el experimento de un alquimista y un lich se apoderó de ella. Después de la intervención del Avatar, la ciudad fue eventualmente reconstruida, sólo para ser destruida otra vez por El Guardián.

### Terfin
En esta isla volcánica estuvo en otro tiempo el palacio de Lord Blackthorn, y después vivieron allí las Gárgolas tras el colapso del Inframundo de Britannia.

### Trinsic
Ciudad del Honor. Trinsic es una ciudad amurallada que sirvió como un puerto importantes de la mitad sur del continente. Es conocida por sus Paladines.
Trinsic juega un rol mayor al inicio de Ultima VII.

### Vesper
Vesper fue la ciudad más oriental del continente de Britannia. Originalmente un campamento de pastores, fue abandonada cuando la región se convirtió en un desierto. Después fue poblada, fue lugar de la Compañía Minera Britanniana. Más tarde fue abandonada una vez más.

### Yew
Ciudad de la Justicia. Alojaba la Corte de Justicia, así como la Abadía Empath. En su plenitud fue la ciudad más grande en el territorio, pero fue brevemente abandonada, y luego reconstruida entre las copas de los árboles del Bosque Profundo.

## Ciudades Perdidas
Algunas de las ciudades presentadas en el primero y tercer juego desaparecieron o fueron reemplazadas durante la Reconstrucción. Además, la derrota de la tríada del mal resquebrajaron el territorio y le dieron otra forma, destruyendo muchos pueblos.
- Fawn - Un pueblo santo lleno de Clérigos. Reconstruido en la Isla de la Serpiente.
- Paws - Estuvo en Ultima I, y después fue repoblado durante la Reconstrucción.
- Montor - Después dividida en Montor del Este y Montor del Oeste, que albergaba la prisión. Reconstruida en la Isla de la Serpiente como Monitor.
- Tune - Una ciudad que desapareció después de la caída de Mondain.
- Grey - Un pueblo lleno de bufones y otros marginados.
- Dawn - Una ciudad de magos. Se dice que aparece por un tiempo en noches de doble luna nueva.
- Dawn - Otro pueblo con el nombre Dawn que caería Por un Dragón en tiempos de la conquista del guardián.
- Death Gulch - Un pueblo corrupto con un tesoro escondido. Se decía que los demonios habían vivido aquí.
- Devil Guard - Un pueblo donde hay establos.

## Castillos
- Castillo Britannia - Hogar de Lord British, capital de Britannia. Ubicada en Britain.
- Abadía Empath - Catedral del Amor. Estuvo localizada al norte de Yew y producía vino. La Abadía fue eventualmente destruida por una elevación tectónica del suelo, y reconstruida en Britania como la Catedral del Amor en Ultima IX.
- El Liceo - La fortaleza de la Verdad. Tenía una vasta biblioteca y entrenaba muchos magos de Moonglow. En Ultima IX, fue elevada sobre la ciudad, pero el Avatar aún podía ser capaz de llegar allí por medio de las embarcaciones aéreas de la ciudad.
- Fortaleza de la Serpiente - Fortaleza del Coraje. En ella se encontraban los Caballeros de la Orden de la Serpiente de Plata.
- Spektran - En Ultima VI, era una isla deshabitada donde un grupo de piratas enterraron su tesoro, incluyendo una tablilla de plata del idioma gárgola. En Ultima VII, la isla albergaba al demente "Sultán" de Spektran.

## Calabozos
- Deceit - (Engaño) Antihonestidad. Cerca de Moonglow.
- Despise - (Desprecio) Anticompasión. Al oeste de Britain.
- Destard - (cobardía) Antivalor. Cerca de Jhelom.
- Wrong - (Error) Antijusticia. Cerca de Yew. Una vez sirvió como la gran prisión de Sosaria.
- Covetous - (Avaricia) Antisacrificio. Cerca de Minoc. Inicialmente una tumba, sin embargo se convirtió más tarde en una mina de Piedranegra en la serie.
- Shame - (Vergüenza) Antihonor. Cerca de Trinsic.
- Hythloth - (hiloteísmo) Antiespiritualidad. La localización de la entrada ha sido conocida como cambiante. En Ultima IV, la entrada podía ser encontrada escondida en una arboleda justo al as afueras del Castillo Britannia.
- Doom - (Perdición) Antivirtud. La entrada está en el Inframundo. Se especulaba que se puede llegar al núcleo del planeta de Britannia.
- Gran Abismo Estigio - Localización original del Códice.

## Santuarios
- Compasión - Cerca de Cove. (2 puentes al este de Britain)
- Honestidad - Cerca de Moonglow.
- Honor - Al oeste de Trinsic.
- Humildad - Cerca de (New) Magincia.
- Justicia - Cerca de Yew.
- Sacrificio - Cerca de Minoc
- Espiritualidad - A través de un portal lunar durante la convergencia de ambas lunas llenas.
- Valor - Cerca de Jhelom.

## Lugares especiales
- Ambrosia - un continente perdido, probablemente (pero no ciertamente) localizado al noreste del continente. Lugar donde Caddelite es encontrado en Ultima VII.
- Ambrosia - la ciudad natal Gárgola (reemplazando a Terfin) en Ultima IX antes de que colapsara, matando a la mayor parte de la raza gárgola. El Avatar preservó del colapso un huevo de la Reina, salvando a las Gárgolas de la extinción. (Este lugar es diferente de la antes mencionada Ambrosia y está localizado en un lugar conocido. El patch de diálogo hecho por los fanes renombra el lugaro como Balterges, que adicionalmente suena como un nombre gárgola).
- Isla del Fuego - Albergaba el Castillo de Exodus.
- Isla del Avatar - Se elevó cuando el extraño se convirtió en el Avatar. Guardó el Códice por un tiempo, y fue ahí también donde se ensambló el Portal Negro por la Hermandad.
- Portal lunar - Portales mágicos que llevan a otros lugares de Britannia, y están basados en los ciclos lunares de Trammel y Felucca.
- Isla de la Serpiente - Una de las regiones (específicamente, las Tierras del Peligro y la Desperación) que se separó de Britannia por los efectos que se produjeron al romperse la Gema Negra (Ultima I), y la única con una conexión directa conocida con Britannia vía un portal en la región polar. El líder de la Hermandad, Batlin, huyó allá después que el Portal Negro fue destruido, evitando la primera invasión del Guardián. El 90% de la población de la isla fue aniquilada por Calamidades malignas liberadas por Batlin en un tonto intento de capturarlos para su propio uso.
- Terfin - Una isla del sudeste, entre la Fortaleza de la Serpiente y la Isla del Avatar. En Ultima IV era simplemente un trío de volcanes, pero para Ultima V había suficiente tierra allí que Lord Blackthorn fue capaz de construir su castillo allí. Después de que las Gárgolas comenzaran a llegar del Inframundo en Ultima VI, ellos se encontraron en la isla y establecieron una ciudad, que permaneció allí hasta algún tiempo antes de Ultima IX, cuando las gárgolas se retiraron a la ciudad subacuática de Ambrosia. Terfin fue luego empleada como la fortaleza del Guardián en Ultima IX.